# Орлик Степан
Степан Орлик (1622 — 1673) — литовсько-білоруський шляхтич польсько-чеського походження, батько українського гетьмана Пилипа Орлика.

## З життєпису
Виходець із роду Орликів де Лазіски гербу Новина.
Був одружений з Іриною Малаховською, що походила з православного білорусько-українського роду гербу Гримала.
На час народження сина проживав у Великому Князівстві Литовському в м. Косута Ошмянського повіту (нині Вілейський район, Мінська область, Білорусь).
У 1673 році загинув у складі польсько-литовського війська в битві під Хотином. На той час його син Пилип мав лише один рік.